# Staro judovsko pokopališče, Praga
Staro judovsko pokopališče je eno izmed najpomembnejših judovskih zgodovinskih spomenikov v Pragi, Češka. Uporabljali so ga od prve polovice 15. stoletja do leta 1786. Tukaj so pokopane priznane osebnosti lokalne judovske skupnosti, med njimi rabin Juda ben Bezalel – Maharal (približno 1526–1609), poslovnež Mordechaj Majzel (1528–1601), zgodovinar David Gans (približno 1541–1613) in rabin David Oppenheim (1664–1736). Danes pokopališče upravlja judovski muzej v Pragi.

## Zgodovina
Staro judovsko pokopališče ni prvo judovsko pokopališče v Pragi. Pred njim so imeli tako imenovani Judovski vrt, ki je bil na območju sedanjega Novega mesta Prage. To pokopališče je bilo zaprto s sklepom kralja Vladislava II. Jagelonskega leta 1478 zaradi pritožb praških državljanov. Pozneje je izginilo pod ulicami Novega mesta. Vemo, da se je zgodovina starega pokopališča začela pred tem, vendar točen datum ni bil ugotovljen. Edini namig je najstarejši nagrobnik na pokopališču iz leta 1439, ki pripada rabinu in pesniku Avigdorju Kari.
Po koncu prve polovice 15. stoletja so vedno časovno zaznamovali nagrobnike. Zadnji je iz leta 1787, čeprav je tri leta pred tem razsvetljeni vladar cesar Jožef II. prepovedal pokopavati znotraj mestnega obzidja iz higienskih razlogov. Pozneje so  praški Judje uporabljali pokopališče Žižkov, ustanovljeno v 17. stoletju zaradi epidemije kuge.
Več kot tri stoletja se je pokopališče nenehno borilo s pomanjkanjem prostora. Pobožnost in spoštovanje do umrlih prednikov sta Judom preprečevala odpirati stare grobove. Le občasno je judovska skupnost dobila dovoljenje za nakup zemlje za razširitev pokopališča, večkrat pa so morali pridobiti prostor na drug način; če je bilo potrebno, so nasuli novo plast zemlje na razpoložljive površine – ponekod je tudi 12 slojev. Zahvaljujoč tej rešitvi so stari grobovi ostali nedotaknjeni. Nagrobniki so bili zaščiteni ali vzdignjeni nad površje, zato je danes na pokopališču vidnih toliko nagrobnikov.

## Nagrobniki
Znani sta dve vrsti judovskih pogrebnih spomenikov (v hebrejščini matzevot): starejši je plošča iz lesa ali kamna, v bistvu pravokotna, vendar z različnimi zaključki na vrhu. Tumba – nagrobnik (v hebrejščini ohel – šotor) se pojavi šele v baroku. Je bolj mogočen kot matzevot in spominja na hišico. Tak je na primer za Maharala ali Mordechaja Majzla.  Tumbe ne vsebujejo ostankov, ki so pokopani pod njimi.
Najstarejši nagrobniki Starega judovskega pokopališča so preprosti, a zelo kmalu se je število okraskov (pilastri, volute, lažni portali itd.) začelo povečevati. Večina okrašenih nagrobnikov izvira iz 17. stoletja. Na vsakem nagrobniku sta v hebrejščini napisana ime umrlega in datum njegove smrti ali pokopa. Pohvale pokojnih, vrline ali kratki hvalospevi ("blaženi spomin") pa so se pojavili v renesansi. Od 16. stoletja dalje nagrobniki označujejo pokojnika tudi z različnimi simboli, ki namigujejo na življenje, naravo, naslov ali poklic ljudi, kot je vidno v preglednici: 
| Religiozne značilnosti      | Religiozne značilnosti                 | Osebne kvalitete | Osebne kvalitete                   |
| --------------------------- | -------------------------------------- | ---------------- | ---------------------------------- |
| Heksagram (Davidova zvezda) | Jud                                    | Krona            | Dober ugled                        |
| Par blagoslovljenih rok     | Kohen, potomec templja duhovnikov      | Vinsko grozdje   | Plodnost, dobro, uspešno življenje |
| Vrč in skleda               | Levi, potomec templja pomočnikov Kohna |                  |                                    |

| Ime ali vzdevek | Ime ali vzdevek                        | Ime ali vzdevek | Ime ali vzdevek           | Poklic            | Poklic    |
| Moški           | Moški                                  | Ženska          | Ženska                    | Poklic            | Poklic    |
| --------------- | -------------------------------------- | --------------- | ------------------------- | ----------------- | --------- |
| Lev             | Arye, Leib ali Juda (glej Genezo 49,9) | Ptica           | Zipora, Feigel ali Taubel | Knjiga            | Pevec     |
| Jelen           | Neftali (Geneza 49, 29). Zvi ali Hirš  | Vrtnica         | Roža                      | Harfa ali violina | Glasbenik |
| Medved          | Isahar, Dov ali Beer                   | Vzdevek         | Vzdevek                   | Skalpel           | Zdravnik  |
| Volk            | Zeev ali Benjamin (Geneza 49,27)       | Miš             | Majzel                    | Škarje            | Krojač    |
| Heksagram       | David ali Menahem                      | Gos             | Gans                      | Tele              | Mesar     |

## Pomembni ljudje
Ta seznam se ujema z oštevilčenjem načrta na sliki:
1. Majhen nagrobnik s trikotnim zaključkom in vrezanimi simboli Davidovo zvezdo in gosjo pripada Davidu Gansu (1541–1613), sodobniku Maharala in drugih znanih judovskih osebnosti 16. stoletja, matematik, astronom, geograf in zgodovinar, čigar kronika Cemah David vključuje tudi češko zgodovino;
2. Gersonidesov nagrobnik – Mardohej Katz ben Geršom (umrl 1592) in njegov sin Bezalel (umrl 1589) – označuje kraj večnega počitka pomembnih praških judovskih tiskarjev. Eno od njihovih del, Praga haggadah, je bilo znano po vsej Evropi;
3. nagrobnik s heksagramom na vrhu sprednje stene, ki se nanaša na ime David, pripada rabinu  Davidu Oppenheimu (1664–1736). Njegova knjižna zbirka je pomemben del hebrejske zbirke Bodleianove knjižnice v Oxfordu;
4. navaden pravokoten nagrobnik rabina in pesnika Avigdorja Kare (umrl 1439) je najstarejši na pokopališču. Njegova elegija, ki opisuje velik pogrom v praškem getu leta 1389, je še vedno recitirana ob prazniku jom kipur v Stari novi sinagogi;
5. visok pravokoten nagrobnik je namenjen Aharonu Mešulamu Horowitzu (umrl okoli 1545), najbogatejšemu Judu tistega časa, ki je začel graditi Pinkasovo sinagogo;
6. na hribu Nefel (nephele pomeni splav v hebrejščini) so bili pokopani otroci, ki so umrli pred starostjo enega meseca. Ostanki in nagrobniki so bili odkriti med gradnjo sodobne Prage in so bili preneseni sem;
7. najstarejši nagrobnik na pokopališču pripada poslovnežu, dobrotniku in znani javni osebi geta Mardoheju Majzlu (1528–1601). Zgradil je sinagogo v židovski četrti, ki se imenuje po njem;
8. Rabi Juda ben Bezalel (1512–1609) in njegova žena ležita pod drugim nagrobnikom, okrašenim s simboli leva in vinskim grozdjem. Rabi Juda, tudi Maharal, je bil pisec številnih verskih in filozofskih razprav. Njegovo ime je povezano tudi z legendami; najbolj znana je legenda o golemu;
9. nagrobnik pripada Hendlu Baševiju (umrl 1628) in je verjetno najmogočnejši na pokopališču. Levi sedijo na zatrepih nagrobnika in simbolizirajo ime Jude; nosijo grb, ki ga je Hendin mož dobil od Jakoba Baševija. Bil je prvi Jud v habsburškem cesarstvu, ki je dobil plemiški naslov. Grob tega uspešnega poslovneža ni na praškem pokopališču, ker je umrl in bil pokopan v kraju Mladá Boleslav;
10. zadnji nagrobnik, ki ga je treba omeniti, pokriva grob Josipa Salomona Delmediga (1591–1655), zdravnika in izjemnega učenjaka, ki je delal na številnih znanstvenih področjih in živel v mnogih krajih v Evropi, Aziji in Afriki.